# Чжао Чжицин
Чжао Чжицин (кит. 郭雨洁; род. 6 ноября 1997 года, Чжанцзякоу, Хэбэй, Китай) — китайская спортсменка-паралимпийска, соревнующаяся в биатлоне и лыжных гонках. Бронзовая призёрка зимних Паралимпийских игр 2022 года в Пекине.

## Биография
На зимних Паралимпийских играх 2022 года в Пекине в первый соревновательный день, 5 марта Чжао Чжицин с результатом 20:05:1 завоевала бронзовую медаль в биатлоне в спринте на 6 км среди спортсменок, соревнующихся стоя, уступив соотечественнице Го Юйцзе и украинке Людмиле Ляшенко. 11 марта заняла серебро на дистанции 12,5 км с результатом 48:06.3, уступив украинке Ляшенко.